# Provincia de Brescia
Brescia (en italiano: provincia di Brescia) es una provincia italiana de la región de Lombardía, en el norte de Italia. Su capital y ciudad más poblada es Brescia.
Tiene un área de 4784 km², y una población total de 1 109 841 hab. (2001). Hay 206 comuni (municipios) en la provincia (fuente: ISTAT, véase este enlace).
Limita al norte y noroeste con la provincia de Sondrio; al este con la región del Véneto (provincia de Verona) y con la región del Trentino-Alto Adigio (provincia de Trento; al sur con la provincia de Mantua y la provincia de Cremona; y al oeste con la provincia de Bérgamo.
Algunas ciudades importantes de la provincia son: Desenzano del Garda, Montichiari, Ghedi, Manerbio, Orzinuovi, Chiari, Carpenedolo, Rovato, Salò, Iseo, Gardone Val Trompia, Lumezzane y Rezzato.
Importantes centros turísticos de la provincia son: Sirmione, Desenzano del Garda, Salò y, en general, todos los municipios ribereños del lago de Garda.

## Patrimonio Cultural de la Humanidad
- Arte rupestre de Val Camonica;
- Brescia, uno de los centros de poder de los longobardos;
- Asentamientos prehistóricos de Lavagnone (Desenzano del Garda), Lugana Vecchia (Sirmione), Lucone (Polpenazze del Garda), San Sivino y Gabbiano (Manerba del Garda).